# Bryce Dallas Howard
Bryce Dallas Howard, ameriška televizijska in filmska igralka, *2. marec 1981, Los Angeles, Kalifornija, Združene države Amerike.

## Biografija

### Zgodnje življenje
Kljub temu, da je njena mama večino nosečnosti preživela v Dallasu (od tod njeno srednje ime), je Bryce Dallas Howard na svet privekala 2. marca 1981 v Los Angelesu, Kalifornija, Združene države Amerike, mami Cheryl (rojeni Alley) in očetu, Hollywoodskemu režiserju in igralcu, Ronu Howardu. Njena stara starša po očetovi strani sta igralca Rance Howard in Jean Speegle Howard, njen stric, brat njenega očeta, pa je igralec Clint Howard; njen boter je igralec Henry Winkler, ki je leta 1974 ob njenem očetu zaigral v televizijski seriji Happy Days.
Otroci, Bryce Dallas, njeni mlajši sestri dvojčici, Paige in Jocelyn (roj. 1985), ter njihov brat Reed (roj. 1987) so bili vzgojeni stran od igralskega posla. Njihovi starši jim tudi niso pustili igrati pomembnejših vlog na televiziji, vendar vse lahko vidimo kot stranske igralce v nekaterih serijah ali filmih njihovega očeta, kot na primer serija EDtv iz leta 1999.
Vzgojena je bila v Greenwichu, Connecticut in leta 1996 je diplomirala na Greenwich Country Day School. Ko je bila v devetem razredu, je igrala Miss Adeliede v muzikalu Guys and Dolls. Kasneje se je šolala na Byram Hills High School v Armonku, New York, kjer je šolanje končala leta 1999. Poleg tega se je šolala tudi na šolah Stagedoor Manor in Tisch School of the Arts.

### Kariera
Bryce Dallas Howard je kariero začela v filmu Grinch leta 2000.
Potem se je leta 2004 ob svojem očetu pojavila v filmu Book of Love in pa tudi v filmu The Village, leta 2005 pa v Manderlay.
Leta 2006 se pojavi v filmu As You Like It, kjer igra eno izmed glavnih vlog (Rosalind). As You Like It je verzija Shakespeara Kennetha Branagha, v kateri je poleg Bryce Dallas Howard igral tudi David Oyelowo, Bryce Dallas Howard pa je za to prejela nominacijo za zlati globus. V Lady in the Water pa istega leta pripoveduje zgodbo.
Leta 2007 je igrala ob Tobeyu Maguireu in Kirsten Dunst v filmu Spider Man 3. V filmu je upodobila Gwen Stacy. 
Leta 2008 je nadomestila Lindsay Lohan v filmu The Loss of a Teardrop Diamond, kjer igrajo tudi Chris Evans, Ellen Burstyn in David Strathairn.
Letos je igrala Kate Connor v filmu Terminator Salvation.
Trenutno snema film Mrk, ki je posnet po romanu Stephenie Meyer, Mrk. V filmu igra Victorio, ki jo je v prvih dveh filmih (Somrak in Mlada luna) upodobila kanadska filmska igralka Rachelle Lefevre. Film se je začel snemati avgusta 2009 v Vancouverju.

### Osebno življenje
17. junija 2006 se je Bryce Dallas Howard poročila z Sethom Gabelom, s katerim je prej prijateljevala pet let. Trenutno živita v Hollywoodu, Kalifornija. 16. februarja 2007 se jima je rodil prvi otrok, sin, ki sta ga poimenovala Theodore Norman »Theo« Howard Gabel.
Je dobra prijateljica s Kirsten Dunst, Natalie Portman in Jakom Gyllenhaalom.

## Nagrade in nominacije

### Nominacije
Zlati globus za najboljši nastop v As You Like It (2008)

## Filmografija
| Leto | Film                           | Vloga                   | Opombe                     |
| ---- | ------------------------------ | ----------------------- | -------------------------- |
| 2000 | Grinch                         | Presenečenje Kdo        |                            |
| 2004 | The Village                    | Ivy Walker              |                            |
| 2004 | Book of Love                   | Heather                 |                            |
| 2005 | Manderlay                      | Grace Margaret Mulligan |                            |
| 2006 | As You Like It                 | Rosalind                | Nominacija za Zlati globus |
| 2006 | Lady in the Water              | Pripovedovalka          |                            |
| 2007 | Spider-Man 3                   | Gwen Stacy              |                            |
| 2008 | The Loss of a Teardrop Diamond | Fisher Willow           |                            |
| 2009 | Terminator Salvation           | Kate Connor             |                            |
| 2010 | Mrk                            | Victoria                |                            |
| 2010 | Hereafter                      | Melanie                 |                            |
| 2011 | The Help                       | Hilly Holbrook          |                            |
| 2011 | 50/50                          | Rachael                 |                            |